# Jean-Guy Gratton
Jean-Guy Gratton (né le 8 mars 1949 à Sainte-Anne-des-Plaines dans la province de Québec au Canada) est un joueur canadien de hockey sur glace.

## Carrière de joueur
Après avoir connu d'excellentes saisons au sein de la Ligue américaine de hockey avec les Bears de Hershey, Gratton est repêché en 1972 par les Jets de Winnipeg de l'Association mondiale de hockey, la principale concurrente de la Ligue nationale de hockey jusqu'à sa dissolution en 1979.
Il débute avec les Jets de Winnipeg lors de la saison 1972-1973. Son équipe, dans laquelle il côtoie des vedettes telles que Bobby Hull ou Christian Bordeleau, est finaliste de la première édition du trophée mondial Avco. Il reste encore deux saisons au sein de l'organisation, avant de retourner jouer en 1975 avec les Bears de Hershey. Il finit cette saison meilleur pointeur de la ligue avec 35 buts et 58 aides et reçoit le trophée John-B.-Sollenberger. Puis, en 1976, il part jouer à Lausanne, en Suisse, rejoindre son ami Real Vincent, alors entraîneur du club. Pendant cette période, il forme avec Gérard Dubi et Claude Friederich la redoutée ligne d'attaque GDF (en référence aux initiales de leurs noms de familles). En 1978, il est promu en LNA avec le Lausanne HC et finit meilleur pointeur de LNB avec 61 buts et 35 assists. 

## Statistiques
| Saison     | Équipe                      | Ligue      |     | Saison régulière | Saison régulière | Saison régulière | Saison régulière | Saison régulière |   | Séries éliminatoires | Séries éliminatoires | Séries éliminatoires | Séries éliminatoires | Séries éliminatoires |
| Saison     | Équipe                      | Ligue      | PJ  | B                | A                | Pts              | Pun              | PJ               | B | A                    | Pts                  | Pun                  |                      |                      |
| 1967-1968  | Canadien junior de Montréal | LHO        | 48  | 16               | 12               | 28               | 20               |                  |   |                      |                      |                      |                      |                      |
| 1968-1969  | Canadien junior de Montréal | LHO        | 15  | 2                | 5                | 7                | 39               |                  |   |                      |                      |                      |                      |                      |
| 1968-1969  | Ducs de Trois-Rivières      | LHJMQ      |     | 46               | 47               | 93               |                  |                  |   |                      |                      |                      |                      |                      |
| 1969-1970  | Bears de Hershey            | LAH        | 57  | 11               | 7                | 18               | 13               | 7                | 2 | 0                    | 2                    | 6                    |                      |                      |
| 1970-1971  | Bears de Hershey            | LAH        | 65  | 15               | 31               | 46               | 31               | 4                | 0 | 2                    | 2                    | 4                    |                      |                      |
| 1971-1972  | Bears de Hershey            | LAH        | 74  | 30               | 34               | 64               | 42               | 4                | 3 | 0                    | 3                    | 0                    |                      |                      |
| 1972-7193  | Jets de Winnipeg            | AMH        | 71  | 15               | 12               | 27               | 37               | 12               | 1 | 1                    | 2                    | 4                    |                      |                      |
| 1973-1974  | Jets de Winnipeg            | AMH        | 68  | 12               | 21               | 33               | 13               | 2                | 0 | 0                    | 0                    | 0                    |                      |                      |
| 1974-1975  | Jets de Winnipeg            | AMH        | 49  | 4                | 8                | 12               | 2                |                  |   |                      |                      |                      |                      |                      |
| 1975-1976  | Bears de Hershey            | LAH        | 73  | 35               | 58               | 93               | 38               | 8                | 1 | 3                    | 4                    | 0                    |                      |                      |
| 1979-1980  | Lausanne HC                 | LNA        | 28  | 19               | 12               | 31               |                  | -                | - | -                    | -                    | -                    |                      |                      |
| Totaux AMH | Totaux AMH                  | Totaux AMH | 188 | 31               | 41               | 72               | 52               | 14               | 1 | 1                    | 2                    | 4                    |                      |                      |

### Distinctions et records
- 1976 : meilleur pointeur de la LAH avec 93 points.
- 1976 : récipiendaire du trophée John-B.-Sollenberger.
- 1977-1978 : record de buts en un match pour un joueur du Lausanne HC, soit 6 contre le HC Olten[4].
- 1978 : record de buts en une saison pour un joueur du Lausanne HC, soit 61 en 30 matchs[4].